# Santa Maria de Brullà

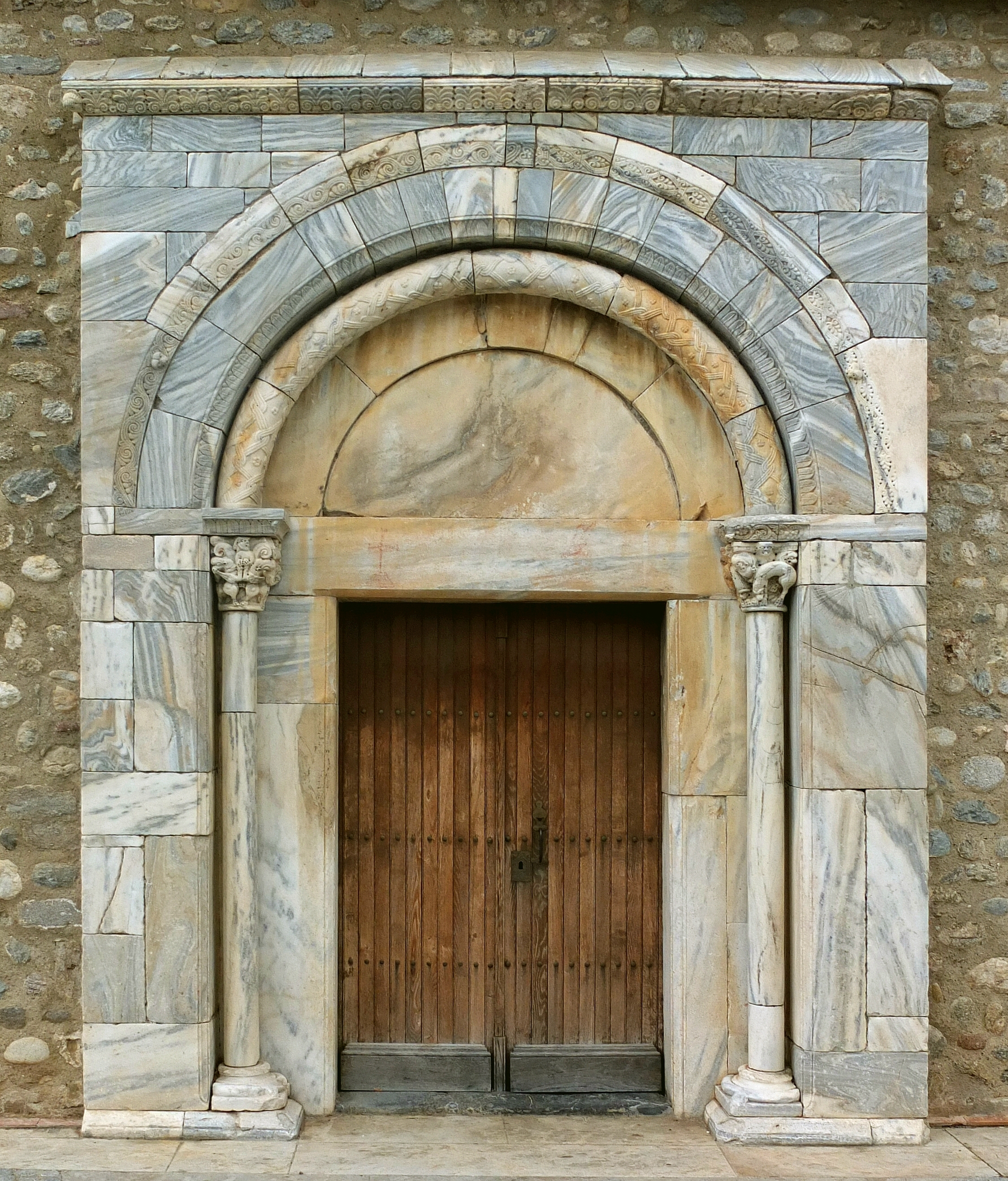
La portalada de migdia

Santa Maria de Brullà és l'església parroquial, romànica, del poble rossellonès de Brullà, a la Catalunya del Nord.
És a l'extrem de llevant de la vella cellera de Brullà, de la qual sorgí el poble.
Està documentada des del 959, tot i que l'obra romànica conservada és del segle xii.

## L'edifici
Es tracta d'una església romànica que ha respectat molt el seu aspecte original. D'una sola nau amb una capçalera trevolada, formada per un absis central semicircular força ample i dues absidioles semicirculars més petites, encarades, de forma que formen transsepte amb l'absis principal. La nau està dividida en cinc trams, amb arcs torals que sostenen i reforcen la volta de canó. La façana està coronada per un campanar d'espadanya.
A la façana de migdia hi ha un bell portal de marbre, mostra dels tallers d'escultura romànica del Rosselló. Té una arquivolta decorada, amb una motllura cilíndrica a l'interior, decorada amb motius vegetals geomètrics, com l'arquivolta. A banda i banda, dos capitells amb impostes, decorats amb grifons i lleons. És de mitjan segle xii, i pertany al mateix taller del Mestre de Serrabona i de la tribuna de Cuixà.
| Detalls diversos de l'església | Detalls diversos de l'església | Detalls diversos de l'església | Detalls diversos de l'església |
| ------------------------------ | ------------------------------ | ------------------------------ | ------------------------------ |
| Absis principal                | Façana occidental i espadanya  | Façana meridional              |                                |
| Absis principal                | Façana occidental i espadanya  | Façana meridional              |                                |

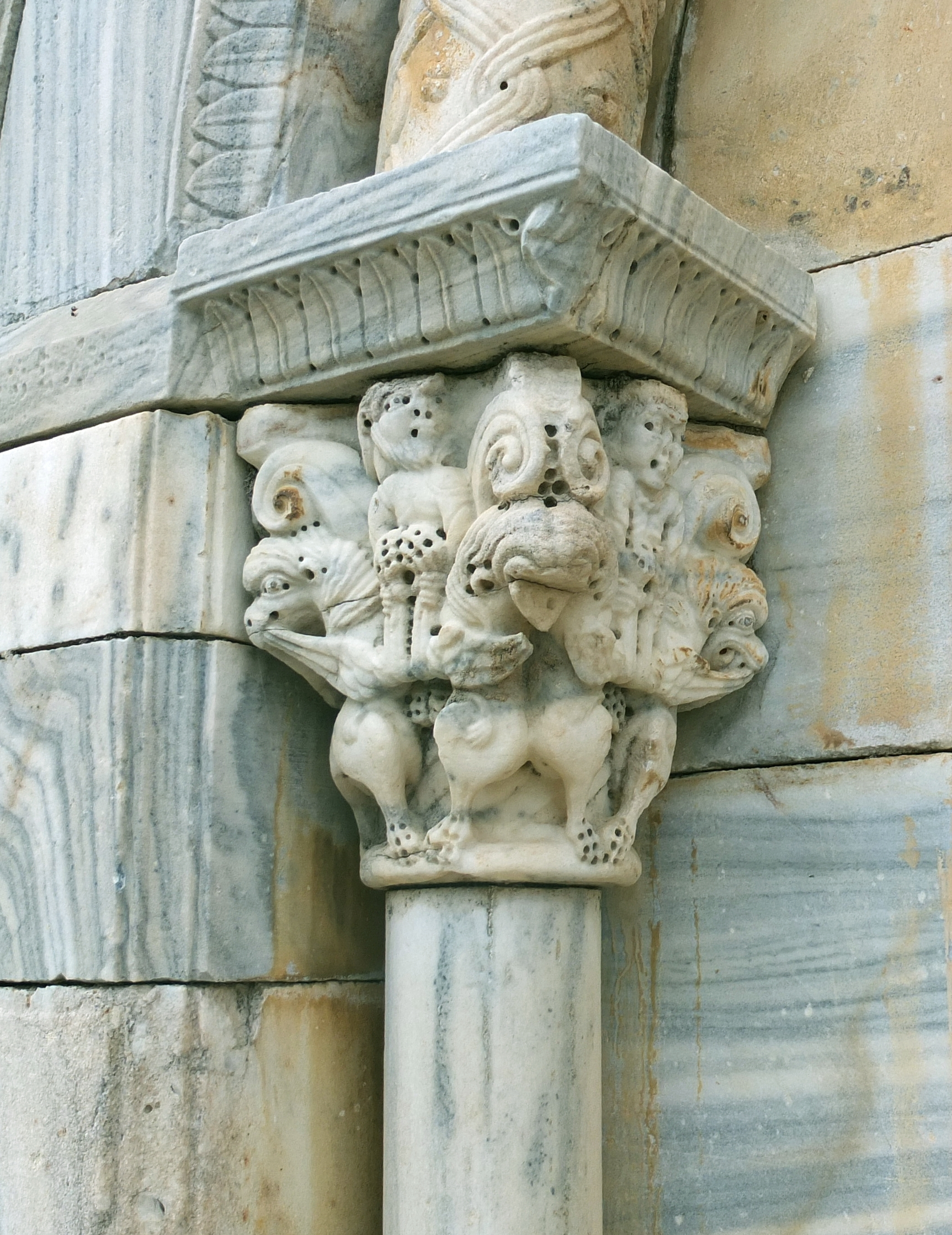
Capitell esquerre, entrant a l'església

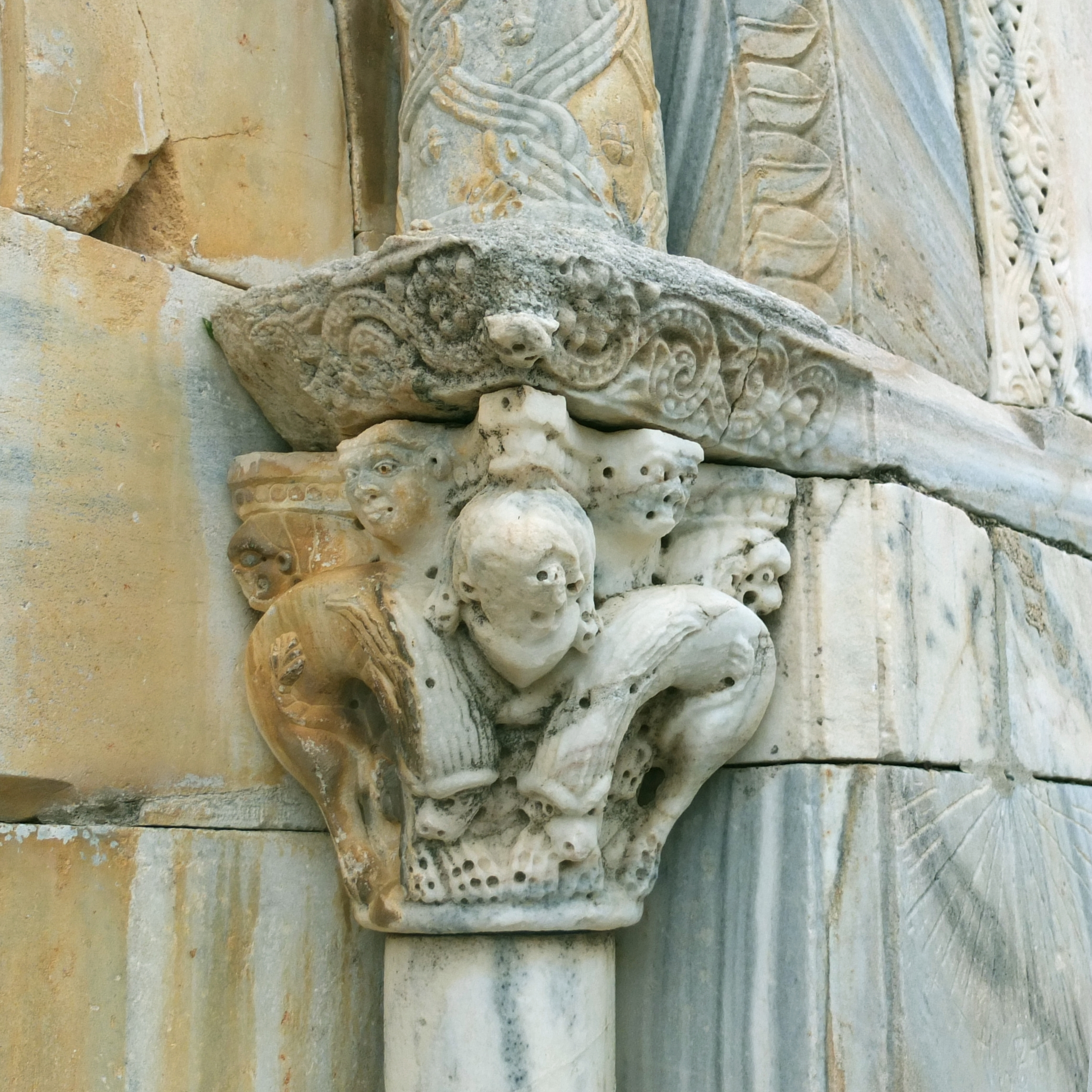
Capitell dret, entrant a l'església

L'església conserva una marededéu de tradició romànica, però ja pertanyent al segle xiv, i a la sagristia, dues taules del segle xvi que representen la vida de Jesucrist.